# Michael Dellorusso
Michael James Dellorusso - também escrito Dello-Russo (White Plains, 22 de agosto de 1983) é um ex-futebolista e treinador de futebol dos Estados Unidos que atuava como zagueiro. Atualmente, é auxiliar-técnico do Houston Dynamo

## Carreira
Entre 2001 e 2005, Dellorusso jogou no time de futebol do Maryland Terrapins, ligada à Universidade de Maryland. Foram 93 jogos e 2 gols, além de 20 assistências. Durante o período no futebol universitário, atuou por 2 temporadas no Chesapeake Dragons, que disputava a USL League Two (espécie de quarta divisão do futebol nos EUA).
O zagueiro foi selecionado no Super Draft da Major League Soccer de 2006 pelo FC Dallas, que o emprestou ao Minnesota Thunder para dar maior tempo de jogo. Até 2009, Dellorusso atuou em apenas 11 partidas com a camisa da equipe texana. Sem chances no Dallas, rescindiu o contrato em junho de 2009 e foi para o Austin Aztex, disputando 7 jogos na campanha que terminou com a eliminação ainda na fase inicial. Ainda chegou a fazer parte do elenco do Baltimore Blast (time de futebol indoor) em novembro do mesmo ano, porém não chegou a jogar e encerrou sua carreira em 2010, após não encontrar outra equipe seguir jogando profissionalmente.

## Carreira de treinador
Já aposentado, Dellorusso voltou para a Universidade de Maryland, desta vez para trabalhar como auxiliar-técnico da equipe masculina de futebol, onde esteve até 2013. No ano seguinte, iniciou a carreira de técnico profissional no Arizona United (atual Phoenix Rising FC), participando em 56 partidas (20 vitórias, 29 derrotas e 7 empates), e após não renovar o contrato, deixou a equipe em setembro de 2015. Ainda trabalhou como auxiliar no RGV Toros em 2016, sendo "promovido" à comissão técnica do Houston Dynamo um ano depois.

## Títulos
Houston Dynamo
- Lamar Hunt U.S. Open Cup: 1 (2018, como auxiliar-técnico)

### Individual
- MLS Goleiro do ano: 2000